# بسام البغدادي
بسام البغدادي واسمه بسام سعدالله البغدادي كاتب وناقد أديان ومنظر عراقي من مواليد سنة 1977 في مدينة بغداد عاصمة العراق.
دخل بسام البغدادي اكاديمية الفنون الجميلة جامعة بغداد سنة 1995. خلال سنين الدراسة تعرض لضغوطات كثيرة للانتماء لحزب البعث لكنه رفض. قام بإخراج فلم وثائقي قصير عن الدكتور عباس الشلاه والغبن الذي تعرض له كأول حامل شهادة دكتوراه في الاخراج السينمائي وقتها في العراق. تعرض فلمه المواطن عباس للمنع من العرض في مهرجان الفلم سنة 1998 لأسباب سياسية. تعرض بسبب ذلك لمضايقات وتهديدات داخل الجامعة هاجر على أثرها إلى السويد سنة 1999.
في السويد أكمل بسام البغدادي دراسته في فن كتابة السيناريو السينمائي في معهد ستوكهولم، استمر في دراسة الإنتاج السينمائي في معهد فورسا شمال السويد وربح الجائزة الأولى لأفضل سيناريو في مقاطعة ياڤلابوري شمال السويد.
قام بترجمة كتاب وهم الإله لعالم البيولوجيا البريطاني ريتشارد دوكينز إلى العربية، والكتاب صدر في بغداد في تاريخ 14 شباط 2012، مهتم بكتابة الشعر والقصة القصيرة ومقالات متعددة في نقد الاديان والفكر والفلسفة الإنسانية، ناشط ميداني في منظمة الصليب الأحمر الدولي، ناشط ميداني في منظمة العفو الدولية آمنستي 
صدر كتابهُ الأول عام 2018 تحت عنوان شيء لا تعرفه عن الله عن دار الفكر الحر للنشر في السويد 